# Duguay-Trouin (1800)
Pour les autres navires du même nom, voir Duguay-Trouin et HMS Implacable.
Le Duguay-Trouin est un navire de guerre français de 1800 à 1805 puis britannique jusqu'en 1949.
C'était un vaisseau de 74 canons de la classe Téméraire, nommé en l'honneur de René Duguay-Trouin.

## Construction
Mis en chantier en novembre 1794 à Rochefort  sous la responsabilité de l’ingénieur Rolland d’après les plans de Sané. Sa construction est interrompue en novembre 1797 par manque de bois de bonne qualité. Elle est reprise en avril 1798 par Destouches, puis devant son incapacité à terminer, la Marine passe un contrat avec Capon en mars 1799.
Le vaisseau est mis à l’eau (mais non terminé) le 25 mars 1800, sa carène est doublée en cuivre. L’ordre d’armement est donné en janvier 1801. Il descend la Charente en avril et l’armement est déclaré terminé fin mai 1801 à Port-des-barques bien qu’on ne finisse la peinture que le 18 juin. Le bâtiment est alors ancré en rade d’Aix sous le commandement du Capitaine de vaisseau Willaumez.  Les marins et artilleurs s’entraînent et on procède aux essais en mer sous les yeux des Anglais qui patrouillent au large.

## Service dans la Marine française
L’escadre dont il fait partie est envoyée le 13 novembre 1801 en station à Saint Domingue, suivant l’ordre de l’amiral Decrès pour mater la révolte des esclaves menée par Toussaint Louverture. Cette expédition est connue sous le nom d’Expédition  de Saint Domingue, elle est constituée de 21 frégates et de 35 vaisseaux de ligne. Après une traversée hivernale difficile, l’escadre arrive en vue de l’ile le 18 janvier 1802.
Le 8 avril 1802 Le Duguay-Trouin s’échoue sur la cote sud en face de Jérémie à cause d’un pilote incompétent . On devra pomper son eau douce, démonter un maximum de son gréement en le passant sur une goélette, jeter à l’eau les canons de ses gaillards et leurs affûts, l’alléger en enlevant du matériel et même le gouvernail pour arriver à le haler sur une ancre vers l’eau libre. Bilan quelques feuilles de cuivre arrachées et une petite voie d’eau sans conséquences.
Il effectue alors plusieurs missions contre les "rebelles" (transports de troupes), l’artillerie est réduite par la suppression des canons des gaillards qui sont restés à Jérémie. Le Duguay-Trouin change alors de capitaine : Willaumez est remplacé par Lhermitte. La fièvre jaune se déclare à bord et, en novembre 1802, il ne reste plus que 395 hommes sur les 650 de l’équipage, on y envoie 80 locaux pour remplacer les morts. Les missions de transport et d’appui des troupes à terre continuent en 1803.
En mai, les Anglais rompent la paix d’Amiens et déclarent la guerre à la France, impliquant un rapatriement des principaux vaisseaux vers la métropole mais les Anglais patrouillent autour de Saint Domingue. Le 24 juillet 1803, Le Duguay-Trouin et la frégate La Guerrière profitent d’un orage qui a éloigné les forces anglaises pour rentrer « dans un port de France ou d’Espagne, si possible à Rochefort ». Les Anglais ont toutefois repéré la sortie des navires et le lendemain, Le Duguay-Trouin engage le combat contre le HMS Elephant. L’arrivée de La Guerrière fait fuir le vaisseau anglais.
Le 2 septembre, les deux bâtiments rencontrent la division anglaise forte de 5 vaisseaux et Lhermite décide de se réfugier à la Corogne, dans le Nord de l’Espagne, différant ainsi son retour vers Rochefort. À l’arrivée à la Corogne, les Espagnols mettent les deux navires en quarantaine pour soigner les malades et les scorbutiques.
Dès son arrivée, Lhermite envoie un courrier au ministre pour exposer sa situation : le bâtiment est en mauvais état, le cuivre qui double la coque est endommagé, le gréement nécessite une grosse révision et il n’a aucune rechange, la voie d’eau s’est aggravée, il faut pomper en permanence. De plus, il a 12 prisonniers, 87 passagers (officiers et dames) et 60 Noirs. Que faire des prisonniers et des passagers ?
Le 15 octobre 1804 (soit 13 mois plus tard) il est enfin réparé après de nombreuses péripéties et  mouille dans la rade du Ferrol en compagnie de la division de l’amiral Bedout, les hommes manquent totalement d’entraînement et Lhermitte, tombé malade entre-temps, a été remplacé par le capitaine de vaisseau Touffet.

### Trafalgar
Après les événements qui ont amené à la bataille de Trafalgar, Le Duguay-Trouin se retrouve à l’arrière-garde, derrière la formation générale de son escadre composée de 7 vaisseaux sous les ordres du CA Dumanoir-le-Pelley. Au cours de la bataille et à la suite d'un virement de bord général, l’arrière-garde de Dumanoir devient l’avant-garde et le combat va se dérouler derrière ses vaisseaux. Villeneuve s’aperçoit que son avant-garde va se retrouver hors de l’action et ordonne de revenir rapidement au contact. Dumanoir ignore cet ordre et lâche quelques bordées aux Anglais les plus proches. Villeneuve réitère son ordre d’assistance aux vaisseaux écrasés sous les bordées anglaises. On vire difficilement de bord (et surtout grâce aux embarcations) pour rejoindre le combat et les vaisseaux de Dumanoir, alignés comme à la parade traversent le champ de bataille en échangeant quelques bordées, engageant quelques vaisseaux anglais isolés en s’apercevant que de nombreux vaisseaux français ou espagnols étaient vaincus et pris, les autres faisant tant bien que mal route vers Cadix pour s’y réfugier. Les quatre vaisseaux presque intacts de Dumanoir, dont Le Duguay-Trouin, vont éviter le combat avec un groupe de 6 vaisseaux ennemis et quitter le champ de bataille en s’éloignant vers l’ouest.

### Bataille du Cap Ortégal
Dumanoir, parti plein ouest, lutte dans la tempête qui s’est levée et remonte péniblement vers le nord afin de rallier Rochefort. Le Duguay-Trouin casse sa grand-vergue. Le 28 octobre, la tempête s’affaiblit et Dumanoir double le cap Saint Vincent pour remonter vers le nord le long de la côte du Portugal.
Le 2 novembre vers 14 heures, Dumanoir aperçoit les voiles des vaisseaux de l'amiral britannique Sir Richard Strachan à grande distance. Ces derniers disposent de quatre vaisseaux et quatre frégates soit 484 canons. Les Français ne comptent que quatre vaisseaux, soit 282 canons.
Le 4 novembre, à l’aube, deux frégates anglaises viennent harceler les Français. Les vaisseaux se mettent alors en ligne de bataille et à 12 h 15, les premières bordées s’engagent. Après une demi-heure de canonnade très virulente, les Anglais cessent le feu. Les Français virent alors de bord, ils sont repris en chasse par les Anglais et à 14 h 0 le combat reprend encore plus violent. Le Formidable de Dumanoir amène son pavillon à 15 h 0, Le Scipion à 15 h 10, croulant sous le feu anglais.
Le combat n’est pas terminé et les deux autres vaisseaux français, Le Duguay-Trouin et Le Mont-blanc tentent alors de fuir mais les Anglais essaient encore de les intercepter. Le Duguay-Trouin endommage gravement le HMS Hero, un des deux vaisseaux qui l’assaillent. Son gréement est fortement endommagé et le capitaine Touffet est tué au début du combat tandis que son second est grièvement blessé et que les lieutenants qui prendront successivement le commandement seront blessés les uns après les autres. Les hommes des gaillards sont décimés par la mitraille anglaise, le deuxième pont armé de canons de 18 livres ne compte plus que la moitié de ses servants et seul le premier pont et ses canons de 36 livres sont en état de tirer. À 16 h 0 Le Mont-Blanc ne pouvant résister au feu anglais amène son pavillon laissant Le Duguay-Trouin seul face aux vaisseaux anglais.
Le lieutenant de vaisseau Guillet décide alors d’évacuer les gaillards et la batterie de 18 pour armer les canons de 36 livres afin d’infliger le plus de dégâts possible aux vaisseaux anglais qui l’encerclent alors et qui le canonnent à outrance. Les Anglais « irrités par cette résistance leur criaient d’amener leur pavillon ». Les tirs anglais font s’écrouler la mâture et les éléments de mâture, voiles et gréement masquent la batterie de 36, rendant dès lors tout nouveau tir impossible.
À 16 h 30, le pavillon étant tombé avec la mâture, Le Duguay-Trouin se rend sans amener son pavillon.

## Service dans la marine britannique: HMS Implacable
Le Duguay-Trouin, pris, est conduit à Plymouth. Dans les semaines qui vont suivre, l’arsenal va le réparer, faire des essais en mer et apprécier ses bonnes qualités. On remplace la figure de proue, Duguay-Trouin brandissant un sabre, par un buste de Méduse. Il est intégré à la Royal Navy et renommé HMS Implacable.
En 1808, il se fait remarquer en Baltique participant au soutien anglais à la Suède face aux forces russo-danoises. Il prend le vaisseau de 74 canons de la marine russe Vsevolod en août, mais ce dernier prend feu et explose. En juillet 1809 on le retrouve en Finlande lors de la même campagne, prenant 8 canonnières et 12 vaisseaux marchands. Il est de retour à Plymouth en 1813.
Il s'ensuit alors une longue période d’inactivité jusqu'en 1840 lorsqu'il participe en Méditerranée au blocus des côtes syriennes, puis prend part à la libération de Beyrouth occupé par les troupes égyptiennes et au bombardement des côtes de Syrie et de la ville d’Alexandrie.
Le HMS Implacable rentre une fois de plus à Plymouth en 1841 auréolé du titre de vaisseau le plus beau de la Méditerranée et le meilleur en évolution, titre récompensé par un coq doré perché en haut de son grand mât. Le plus beau certes, mais surclassé par les constructions plus récentes puisqu'il avait alors près de 50 ans.

## Vaisseau d’entraînement et de loisirs

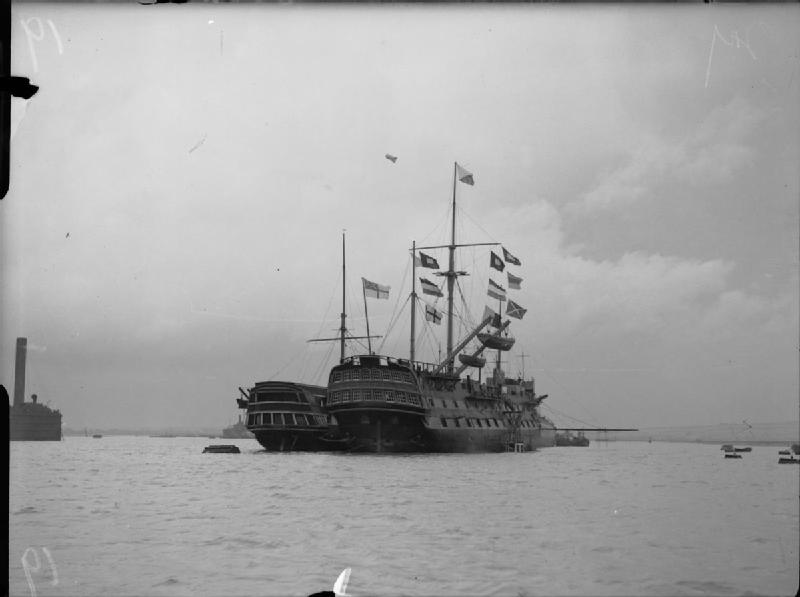
Le navire en 1943.

Il est alors mis en réserve en 1842 et en 1855, il devient le premier bâtiment d’entraînement à Devonport. En 1871, il est absorbé par la structure HMS Lion, regroupement de centres d’entraînement. Il ne subit quasiment pas d’entretien et on ne s’inquiète pas de savoir comment vieillit la coque, elle flotte…
En 1908, l’Implacable, qui a 108 ans, entre dans la liste des vaisseaux à vendre aux démolisseurs mais le roi Edward VII intervient. Un millionnaire, Goeffrey Cobb, industriel du charbon, dont le père avait déjà sauvé le HMS Foudroyant de Nelson, s’associe à plusieurs hommes influents du pays afin d’obtenir un peu de répit pour le vaisseau. Finalement il n’est pas vendu aux démolisseurs mais « prêté » à Cobb en 1911. Remis en état à minima en 1912 aux frais de Cobb, il sert de base aux adolescents et des scouts marins.
En 1924, Cobb n’ayant plus les moyens pour subvenir à l’entretien, demande une expertise qui révèle la nécessité de disposer de 25 000 £ pour garder le navire à flot. On fait appel aux dons, ces dons permettent de réparer le vaisseau en 1926/27. Cobb voulait que les jeunes Anglais comprennent la part que la Marine britannique avait eue dans l’histoire de l’Angleterre. Pour ce projet, on aménage le vaisseau. Le pont supérieur, devient aire d’activité de plein air, l’ancien second pont sert de salle de réunion, concerts, de séance d’instruction et d’enseignement. On y trouve aussi le réfectoire. L’avant de ce pont est réservé aux cuisines et à la boulangerie. Le premier pont (le plus bas) est dégagé de bout en bout, il sert de dortoir pour 250 jeunes. Dans les vastes cales, on installe des magasins, des caisses pour l’eau douce, les moyens de production d’électricité et de chauffage ainsi que des pompes électriques. Les officiers et le personnel d’instruction sont logés aux extrémités du deuxième pont.
Mais l’argent manque et en 1930, le maire de Londres lance un nouvel appel de fond suivi d’un second par le duc d’York en 1931. On avait besoin de 10 000 £ pour les grosses réparations et 20 000 £ pour l’entretien. On ne reçoit que 11 000 £ mais le comité créé par Cobb continue son travail d’éducation. Cobb meurt en 1931 bouleversant le projet car il en était l’animateur mais aussi le principal donateur. En juin 1932, l’Implacable est remorqué vers Portsmouth et on le mouille près du HMS Victory, son vieux compagnon de combat tout juste restauré dans son dock, sauvé de justesse en 1816 de la démolition.
Les experts se rendent compte que de profondes réparations sont nécessaires mais cela n’empêche pas l’aménagement d’une piscine et la dotation de nombreuses embarcations pour pratiquer la voile et l’aviron. Il accueillera 2 500 jeunes entre 1932 et 1934. Grâce à l’intervention de la veuve de Cobb, on amarre la frégate Foudroyant (ex-Trincomalee) près de l’Implacable. Les activités fonctionnent bien mais le vaisseau vieillit et il faut qu’il repasse à l’arsenal. On envisage même de récupérer des éléments de charpente sur des vaisseaux moins anciens et de remplacer une par une les pièces avariées.
Le temps passe et on oublie peu à peu le vaisseau au point de donner son nom à un porte-avions en 1939.
La 2e guerre mondiale arrive, les fonds sont employés ailleurs, les jeunes gens aussi. La guerre se termine, épargnant L’Implacable, il est alors le plus ancien vaisseau du monde encore à flot. En janvier 1947, on le désarme définitivement car il ne sert plus.

## Refus d'accueillir le bateau en France
La guerre a provoqué d’immenses dommages en Angleterre comme ailleurs et un formidable effort est nécessaire pour la reconstruction des pays. La Royal Navy consent des sacrifices financiers pour l’entretien du Victory mais n’ignore pas l’état de l’Implacable : une expertise annonce une somme de 300 000 £ pour sa remise en état. Le comité essaie de donner un nouveau souffle à son activité et on proposera même de remettre le vaisseau en état et de le regréer puis de l’amarrer à Greenwich à l’emplacement de la « Ship Tavern » détruit lors des bombardements de Londres. Mais le coût est bien trop important et le projet est abandonné.
En février 1949, un journal, le News Chronicle pose officiellement la question (pas innocente et destinée à le sauver) : que faire du vaisseau ? S’il ne s’agissait que d’un vaisseau anglais, la question ne se poserait pas, on le démolirait ou on l’enverrait par le fond mais c’est un vaisseau qu’on a pris aux Français il y a presque 150 ans. Ne faudrait-il pas rendre le vaisseau à la France, sa mère-patrie ?
En mars, un parlementaire français pose la question au secrétaire d’état à la marine et, parallèlement, la CCI de Cherbourg visite le vaisseau et le déclare capable de rejoindre la France bien qu’une grande partie de sa charpente ne soit plus d’origine. On estime à 40 % les pièces de charpente françaises restant dans le vaisseau.
En mai, le Times propose officiellement de remettre le vaisseau à la France plutôt que de le détruire. Un comité est créé en France pour le retour du vaisseau à Rochefort et le musée Salorgues de Nantes se propose également de l’accueillir.
En juin, la réponse officielle du secrétaire d’état à la marine parait au journal officiel : « Il n’est pas question d’un retour en France du vaisseau Le Duguay-Trouin. La réalisation d’un tel projet nécessiterait des frais de premières réparations et de remorquages évalués à 225 millions de francs sans compter les frais d’entretien du bâtiment dans le port où il sera ancré. Il ne s’agit donc là d’une opération qui ne peut être envisagée en l’état actuel des crédits militaires ». À décharge, les crédits sont rares, la nécessité de reconstruire la Marine Nationale dans le contexte de la guerre d’Indochine et la notion de patrimoine qui n’est pas encore à l’ordre du jour dans la Marine (ni ailleurs).
Luc-Marie Bayle, directeur du musée de la Marine, officier et peintre va tenter de convaincre la marine en proposant l’apport de fonds privés, de dons, de bonnes volontés mais rien n’y fait et lors de la dernière entrevue avec l’amiral, chef de cabinet, il lui est répondu avec agacement : « Écoutez Bayle, un bateau vaincu n’a aucun titre à revenir dans son pays ! » On se souviendra que le vaisseau vaincu n’avait pas amené son pavillon au cap Ortégal.
Devant la réponse officielle, la Royal Navy décide de saborder le vaisseau en Manche. En octobre, une photo du commencement du démantèlement du vaisseau sème la consternation en France et les « Amis de l’Implacable » écrivent au premier lord de l’amirauté pour solliciter le don de quelques parties essentielles du navire. Celui-ci lui propose au président M. Chasseloup-Laubat qu’il vienne lui-même se rendre compte de l’état du vaisseau. Ce qui est fait et au retour, on apprend que la coque est nue, sinistre, pourrie par l’humidité et les fonds sont en très mauvais état, il faut pomper continuellement. Les seuls pièces intéressantes sont la figure et le tableau mais ces pièces sont typiquement anglaises et donc sans intérêt culturel pour la France. On lui propose néanmoins le grand cabestan et deux coffrets fabriqués dans un morceau de la coque d’origine du vaisseau.

## La fin, le sabordage
On scie la figure de proue, on démonte le tableau de poupe (conservé à Greenwich) et le grand cabestan (anglais et installé en 1830) qui sera offert à la France en 1950. On utilise une pièce de bois de l'Implacable et une du Victory pour réaliser la « Portsmouth Cross », croix processionnelle conservée à Portsmouth.
La Royal Navy organise alors une cérémonie nommée «  Main-Sail operation » en invitant une centaine de journalistes et d’officiels mais aucun officiel français ne fait le déplacement et seuls, l’attaché naval à Londres (CA Adam) et le consul (M. Blot) représentent la France. Il y a pourtant là le premier lord de l’Amirauté et le commandant en chef de Portsmouth. Il va sans dire qu’il n’y a pas non plus de navire de la marine française.
Démâté, dépouillé, l'Implacable est chargé de 450 tonnes de lest en vieilles ferrailles et les artificiers de la Royal Navy installent des explosifs à double charge pour abréger le sabordage. On installe également un mât de pavillon double à l’arrière du navire, on y arborera l’enseigne de la Royal Navy à bâbord et, à tribord, côté noble dans la vieille marine, le pavillon tricolore français.
Le vendredi 2 décembre 1949 arrive. À 10 h 0,  le remorqueur de haute mer HMS Alligator vient passer une remorque au vaisseau amarré à son coffre et le dernier voyage commence alors par la traversée la rade de Portsmouth. Il passe près de son vieux compagnon de combat, le Victory, au sec dans son dock depuis 1922. Quand il va longer le porte-avions HMS Implacable, son homonyme, les Royal Marines vont interpréter l’hymne anglais et la Marseillaise tandis que 38 vétérans vont le saluer longuement.
Il passe ensuite près du TS Foudroyant (ex. HMS Trincomalee), son compagnon des dernières années qui va hisser les couleurs françaises au grand mât et les signaux de séparation au mât de misaine comme il l’aurait fait en mer 100 ans plus tôt. On va alors faire route dans l’est de l’île de Wight vers la fosse Sainte Catherine en convoi qui comprend trois autres bâtiments de la Royal Navy où sont embarqués les officiels et les journalistes. On arrive sur zone et l’ordre de faire exploser les charges est donné.
Les charges explosent mais les fonds sont tellement pourris que toute la partie inférieure du navire se détache, entraînée par les 450 tonnes de lest et le vaisseau s’enfonce alors très lentement puis s’obstine à flotter. Les deux pavillons, surnageant longuement et côte à côte juste au-dessus de l’eau font une très grosse impression aux spectateurs présents.

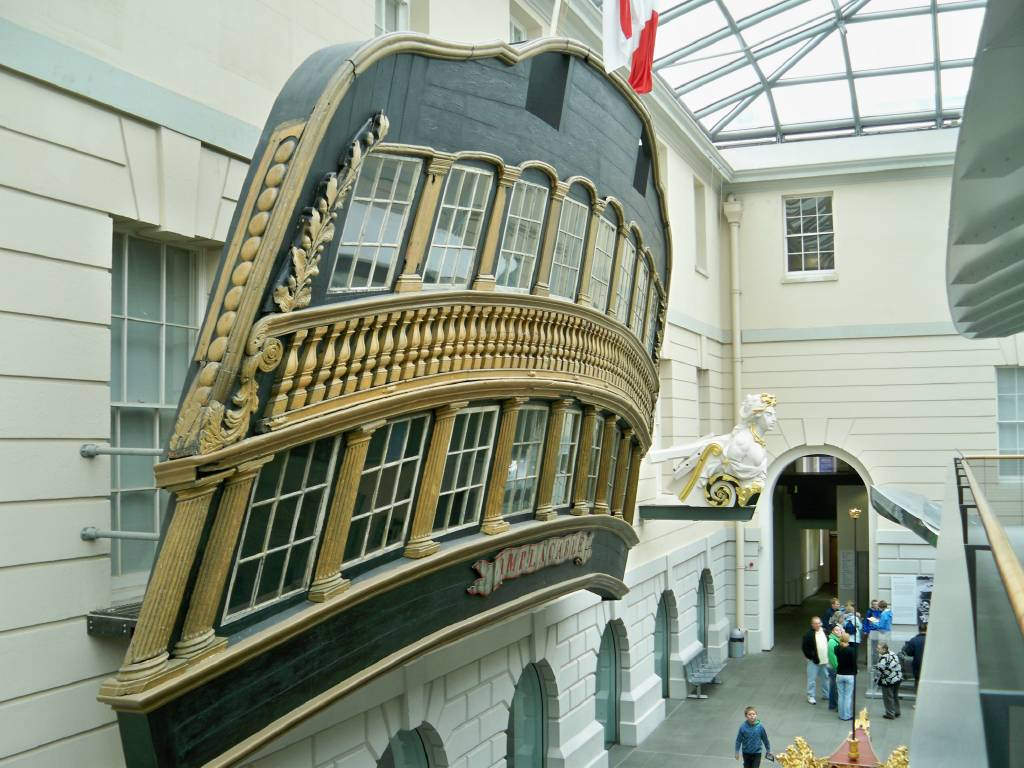
La poupe du HMS Implacable.

Finalement la houle, assez importante ce jour-là, finit par disloquer le vieux navire et deux heures plus tard, il disparait sous les eaux mais de nombreux fragments continuent à flotter, surveillés par le remorqueur qui ne rentrera à Portsmouth qu’à la nuit tombée. Quelques jours plus tard, ces fragments arriveront sur la côte française du côté de Calais et Dunkerque, symbolique retour du vaisseau à la mère-patrie 150 ans après sa construction.
Cette destruction ne fut pas inutile car elle attira l’attention du monde et des acteurs de la mer sur le sort des navires historiques et leur préservation. Au premier rang desquels Frank Carr, alors directeur du National Maritime Museum de Greenwich, qui a créé le World Ship Trust.
Enfin, le patrimoine maritime mondial était reconnu et le World Ship Trust, qui s’occupe de la gestion de ce patrimoine, a choisi comme emblème une représentation symbolique du Duguay-Trouin avec cette devise : « Implacable, never again » (Implacable, plus jamais). La disparition du Duguay-Trouin n'a pas été inutile, elle a permis de sauver bon nombre de navires qui, sans lui, seraient simplement partis à la démolition.
Sa figure de proue, changée par les Anglais et son tableau de poupe sont exposés au National Maritime Museum à Greenwich.